# Escola Pública Fortià Solà
L'Escola Pública Fortià Solà és un edifici de Torelló (Osona) protegit com a Bé Cultural d'Interès Local.

## Descripció
Es tracta d'un centre escolar que ocupa la quasi totalitat d'una mansana urbana, format per un gran espai obert destinat a pati d'esbarjo i un edifici lineal que presideix el conjunt.
L'edifici està format per dues ales en angle articulades per una ròtula central que se situa en xamfrà i fa d'accés a l'edifici. Una de les dues ales està alineada al carrer d'Enric Prat de la Riba o plaça de Germà Donat (ala oest) i l'altra al carrer dels Estudis (ala est) de manera que ambdues formalitzen el front visual de l'escola al carrer, que està centrat i dirigit pel xamfrà d'accés, orientat a sud. Els caps de les ales presenten més amplada.
L'edifici és de planta baixa i un pis, amb coberta inclinada a dues vessants amb el carener que gira adaptant-se a la linealitat de l'edifici. Obert per un ritme de finestrals composts generalment per grups de finestres separades per mainells de pedra. Quan arriben al xamfrà esdevenen finestres unitàries verticals, algunes d'arc de mig punt. En aquest punt singular l'accés es produeix per una gran portalada d'arc rebaixat, emmarcada de carreus de pedra motllurats i amb la clau esculpida. Tot l'edifici està arrebossat i pintat de color ocre i les obertures estan emmarcades de pedra.
Darrere aquests murs, a la banda nord, hi ha el pati, dividit en dues parts per una construcció lineal que fa de passadís cobert i a la vegada permeable i obert a una porxada doble d'arcs de mig punt. Comunica, travessant el pati, l'edifici principal amb uns coberts secundaris de planta baixa, idèntics a l'estructura que fa de pas, però amb els arcs tancats a intempèrie per poder ser utilitzats com annexos. Estan disposats de forma paral·lela a les ales principals.

## Història
El projecte de construcció d'una nova escola es va iniciar l'any 1936. L'esclat de la Guerra Civil Espanyola (1936-1939) va impedir que es materialitzes el projecte.
L'aiguat de 1940 va fer que Torelló quedés inclosa dins del pla de Regiones Devastadas i es van construir habitatges de protecció oficial i es recuperar el projecte de construir l'escola. L'any 1946 es va inaugurar l'escola.
L'any 1953 es van construir dos grups d'habitatges de protecció oficial segregant part dels patis de l'escola. Els dotze habitatges van ser destinats a funcionaris i mestres d'escola.
L'escola rebé el nom de Fortià Solà en honor de l'historiador local. Durant els anys del franquisme rebia el nom de escuelas nacionales.